# Neocucurbitaria
Neocucurbitaria Wanas., E.B.G. Jones & K.D. Hyde – rodzaj grzybów workowych z klasy Dothideomycetes.

## Systematyka i nazewnictwo
Pozycja w klasyfikacji według Index Fungorum: Cucurbitariaceae, Pleosporales, Pleosporomycetidae, Dothideomycetes, Pezizomycotina, Ascomycota, Fungi.
Takson utworzyli Dhanushka Wanasinghe, Evan Benjamin Gareth Jones i Kevin David Hyde w 2017 roku. Jego gatunkiem typowym jest Neocucurbitaria unguis-hominis (Punith. & M.P. English) Wanas., E.B.G. Jones & K.D. Hyde 2017.
Gatunki występujące w Polsce:
- Neocucurbitaria rhamni (Nees) Jaklitsch & Voglmayr 2017

Nazwy naukowe według Index Fungorum'. Wykaz gatunków polskich według W. Mułłenki i innych (podany jako Cucurbitaria rhamni).